# برابری استقلال
برابری استقلال (به انگلیسی: Equality of autonomy) یک مفهوم فلسفی سیاسی از آمارتیا سن است که می‌گوید: «توانایی و ابزارها برای انتخاب مسیر زندگی ما باید به طور مساوی، هر اندازه که ممکن است، در سراسر جامعه گسترش یابد» - شانس برابر در استقلال یا توانمندسازی. برابری استقلال تلاش می‌کند به طور گسترده‌ای به توانمندسازی بپردازد، به طوری که «با توجه به شرایطشان»، افراد «انتخاب و کنترل» بیشتری داشته باشند. این مفهوم از طرف مفاهیم مرتبط، تاکید نسبتاً متفاوتی پیدا می‌کند" از جمله ارزش برابری در محل کار (فرصت برابر) یا ثروت مادی برابر (برابری نتیجه).
طبق نظر تاد می، رویکرد سن نیازمند «مداخله فعال نهادهایی مانند دولت در زندگی مردم» است، اما هدف آن «ارتقای خودسازی مردم است تا شرایط زندگی آنها». سن اظهار می‌کرد که «توانایی تبدیل درآمدها به فرصت‌ها تحت تاثیر چندین مورد از تفاوت‌های فردی و اجتماعی است که به این معنی است که بعضی از مردم نیاز بیشتری نسبت به دیگران برای دستیابی به توانایی‌های مشابه خواهند داشت.»